# Klaus-Peter Hesse

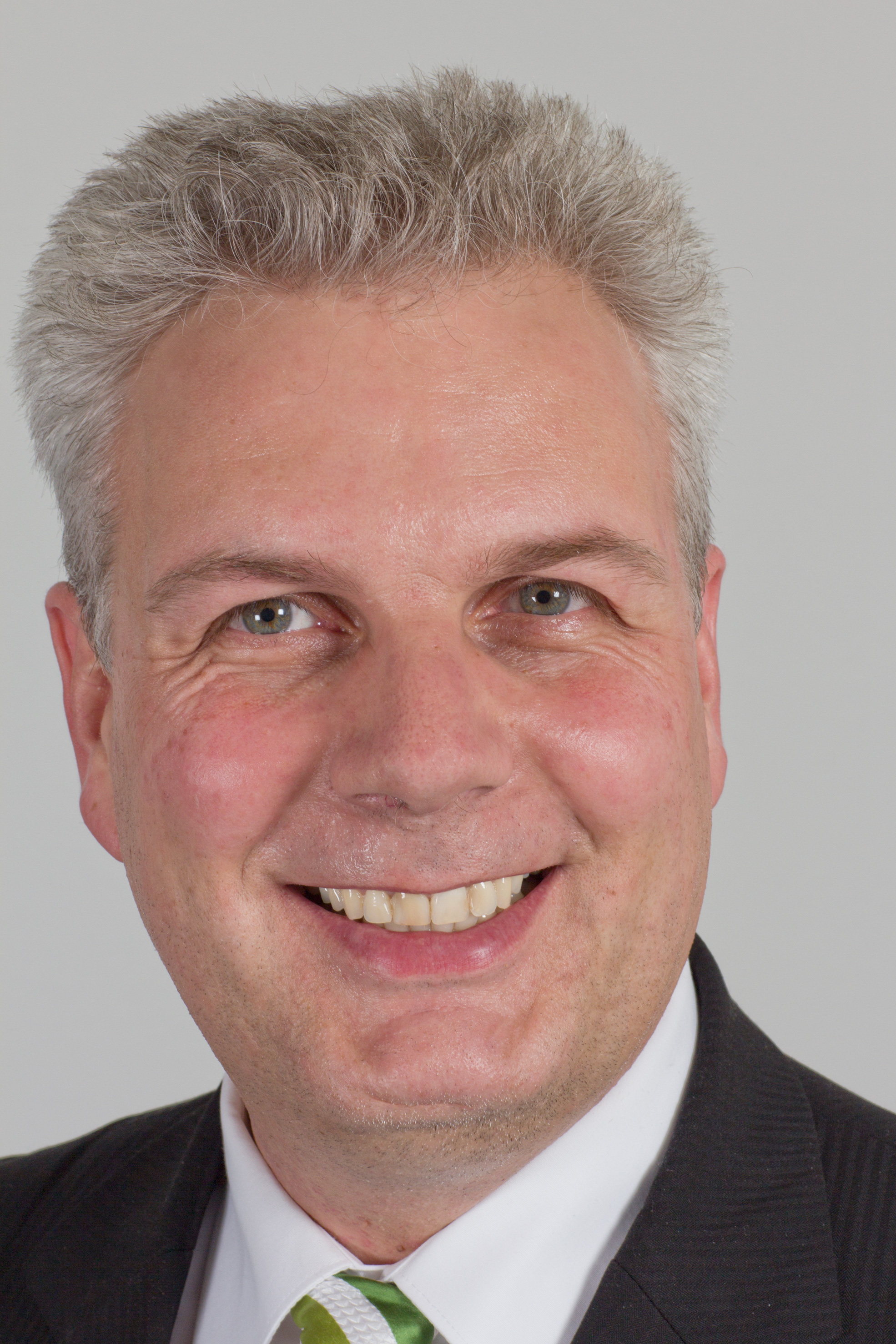
Klaus-Peter Hesse (2011)

Klaus-Peter Hesse (* 31. Juli 1967 in Hamburg) ist als Berater und Projektentwickler freiberuflich tätig. Bis September 2023 war er Director beim Hamburger Projektentwickler ECE und davor Verbandsfunktionär der Immobilienwirtschaft sowie ehemaliger deutscher Politiker der CDU. Von 1997 bis 2015 war er Abgeordneter in der Hamburgischen Bürgerschaft.

## Leben und Familie
Hesse ist verheiratet und hat zwei Kinder.

## Ausbildung und Beruf
Klaus-Peter Hesse schloss 1987 das Gymnasium Heidberg in Hamburg-Langenhorn mit dem Abitur ab. Nach einer Ausbildung zum Kaufmann in der Grundstücks- und Wohnungswirtschaft bei der Hamburger Wohnungsbaugesellschaft SAGA machte sich Hesse im Bereich Plakatwerbung selbstständig. In dieser Zeit absolvierte er zusätzlich diverse Fort- und Weiterbildungen im Bereich Immobilien. 1995 wurde er Fachwirt in der Grundstücks- und Wohnungswirtschaft. Seit 2001 arbeitete er nach einer weiteren Fortbildung als freiberuflicher Immobiliensachverständiger. Von 2009 bis 2011 war Hesse Pressesprecher des Verbandes Zentraler Immobilien Ausschuss e. V. und seit dem 1. August 2011 dessen Geschäftsführer. Von 2019 bis 2020 war er Sprecher der Geschäftsführung. Zum 1. September 2020 ist Hesse zum Hamburger Projektentwickler ECE gewechselt und hat dort im Geschäftsführungsbereich Work + Live die neu geschaffene Funktion des Directors City Development & Acquisition übernommen. Seit Ende 2023 ist er freiberuflich tätig und arbeitet u.a für die Beratungsgesellschaft von Beust & Coll. Beratungsgesellschaft mbH & Co. KG. Hesse ist gewähltes Mitglied im Verbandsrat des Deutschen Verbandes für Wohnungswesen, Städtebau und Raumordnung und im Immobilienbeirat der GETEC.

## Partei
Hesse trat 1984 in die CDU und die Junge Union ein. Nach diversen Posten in den Bezirks- und Kreisverbänden der JU wurde er 1992 deren stellvertretender Landesvorsitzender und 1993 Landesvorsitzender. In den Jahren 1993–2000 und 2004–2008 war er auch im Landesvorstand der CDU Hamburg. Von 2001 bis 2012 war er Ortsvorsitzender der CDU Fuhlsbüttel/Ohlsdorf/Klein Borstel. Hesse war zeitweise auch Mitglied in den CDU-Bundesfachausschüssen Strukturpolitik und Sport. Zur Bürgerschaftswahl am 2. März 2025 kandidiert er erneut auf dem Listenplatz 12 für seine Partei.

## Mandat
Von 1991 bis 1997 hatte er diverse Mandate in verschiedenen Ausschüssen der Bezirksversammlung Hamburg-Nord (Orts- und Stadtplanungsausschuss). 1993–1997 und 2001 war er Deputierter der Baubehörde und dort in den Unterausschüssen für Wohnungswesen und der Bauvergabe. Seit 1997 war Klaus-Peter Hesse Mitglied der Hamburgischen Bürgerschaft und seit 2004 Fachsprecher seiner Fraktion für Verkehr. Von 2004 bis 2011 war er zusätzlich parlamentarischer Geschäftsführer der CDU-Bürgerschaftsfraktion. Zuletzt gehörte er dem Verkehrsausschuss und Stadtentwicklungsausschuss an. Bei der Bürgerschaftswahl 2015 trat er aus beruflichen Gründen nicht mehr an.